# Лејк оф Вудс (Аризона)
Лејк оф Вудс (енгл. Lake of the Woods) насељено је место без административног статуса у америчкој савезној држави Аризона.

## Демографија
По попису из 2010. године број становника је 4.094.
| Група             | 2000.    | 2010.         |
| Белци             | 0 (0,0%) | 3.086 (75,4%) |
| Афроамериканци    | 0 (0,0%) | 23 (0,6%)     |
| Азијати           | 0 (0,0%) | 30 (0,7%)     |
| Хиспаноамериканци | 0 (0,0%) | 802 (19,6%)   |
| Укупно            | 0        | 4.094         |